# Nome (Australia)
Nome – miasto w Australii, w stanie Queensland.